# Brzozowo (powiat kolneński)
Brzozowo – wieś w Polsce położona w województwie podlaskim, w powiecie kolneńskim, w gminie Kolno.
W okresie międzywojennym stacjonowała tu placówka Straży Celnej „Brzozowo”.
W latach 1975–1998 miejscowość należała administracyjnie do województwa łomżyńskiego.
W okresie międzywojennym w miejscowości stacjonowała placówka Straży Granicznej I linii „Brzozowo”.
Wierni kościoła rzymskokatolickiego należą do parafii Zwiastowania Najświętszej Maryi Panny w Lachowie.